# 송창식 (가수)
송창식(宋昌植, 1947년 2월 22일~)은 대한민국의 싱어송라이터로, 포크 팝 음악인이다. 본관은 진천(鎭川)이다. 주요 히트곡으로 〈고래사냥〉, 〈우리는〉, 〈담배가게 아가씨〉, 〈한번쯤〉, 〈왜 불러〉, 〈창밖에는 비 오고요〉, 〈사랑이야〉, 〈가나다라〉 등이 있으며 현재 거주지는 대한민국 경기도 광주시 퇴촌면이다.
경찰관 출신이었던 아버지의 1남 1녀 중 장남으로 경기도 인천부 신흥동(지금의 인천광역시 중구 신흥동)에서 태어난 송창식은 한국 전쟁 때 경찰관이었던 아버지가 전사하고, 이후 어머니도 행방불명된 뒤 조부모 슬하에서 불우한 학창 시절을 보냈다. 인천신흥초등학교와 인천중학교를 졸업하고 서울예술고등학교에 수석입학하였으나, 가정형편상 중퇴하였다. 1967년 윤형주와 함께 트윈폴리오를 결성하여 이듬해 1968년 《트윈폴리오 1집》 앨범과 함께 〈하얀 손수건〉이라는 곡으로 가요계에 데뷔하였다. 또 이듬해 1969년 영화 《푸른 사과》의 조연을 통해 영화배우로 데뷔하기도 하였다. 또 그 이듬해 1970년에는 솔로 가수로 전향했다. 70년대 초중반에 세시봉카페에서 활동하기도 했다. 그러다가 1974년에 〈피리부는 사나이〉라는 곡으로 대중들에게 큰 인기를 끌었다. 다음해에도 〈왜 불러〉라는 곡으로 대박을 터뜨려 가요부문의 여러 가지 상을 받으면서 한동안 가요계를 장악했다. 1978년 한일 문화교류협회 초청으로 일본 공연을 갖기도 했으며 또 같은 해부터 연속 3년 동안 계속해서 MBC 10대 가수상을 받았다. 요즘에는 자신만의 공연을 펼치고 있으며 세시봉에서 활동하던 동료들과 자주 공연을 펼치고 있고 가끔씩 오락프로그램에 출연하고 있다.

## 대표곡
한국적 정서를 살린 음악과 개성있는 가창력으로 인기를 모았다. 주요 곡으로 〈고래사냥〉, 〈그대 있음에〉, 〈날이 갈수록〉, 〈사랑이야〉, 〈상아의 노래〉, 〈슬픈 얼굴 짓지 말아요〉, 〈피리부는 사나이〉, 〈우리는〉, 〈푸르른 날〉, 〈하얀 손수건〉, 〈가나다라〉,〈한번쯤〉등이 있다.

## 앨범
- 《송창식 애창곡 모음: 가나다라~~ 마바사 ~~  별밤에 부치는 노래 씨리즈》(1971년 2월 유니버어살)
- 《송창식 애창곡 모음 2집: 나는 너 / 내 나라 내 겨레》(1972년 유니버어살)
- 《Brand New Song》(1973년 11월 유니버어살)
- 《송창식 1》(1975년 8월 유니버어살)
- 《송창식 2》(1975년 8월 유니버어살)
- 《Song Chang Sik》(1976년 8월 신세계)
- 《그대 있음에,이슬비》(1976년 11월 신세계)
- 《송창식 독집: 가위바위보》(1978년 6월 신세계)
- 《사랑이야, 토함산》(1978년 7월 서라벌)
- 《송창식 골든앨범: 그대 있음에,새는》(1979년 11월 신세계,예음)
- 《`80 가나다라》(1980년 9월 한국음반)
- 《송창식 골든 제1집》(1982년 2월 한국음반)
- 《`82 송창식》(1982년 2월 한국음반)
- 《송창식 16》(1983년 2월 서울음반)
- 《`83 송창식》(1983년 5월 한국음반)
- 《송창식 골든 제2집》(1986년 11월 한국음반)
- 《`86 송창식: 참새의 하루》(1986년 11월 한국음반)
- 《다시 부르는 노래》(1987년 12월 한국음반)
- 《송창식 골든 제3집》(1988년 10월 킹레코드)
- 《송창식 골든포크》(1989년 8월 한양음반)

## 서훈
- 2012년 보관문화훈장(3등급)

## 학력
- 인천신흥국교(지금의 인천신흥초등학교) (졸업)
- 인천중학교 (졸업)
- 서울예술고등학교 음악학과 1학년 (중퇴)

## 인간 관계
- 방송인 이상벽, 포크 록 가수 이장희, 포크 팝 가수 윤형주, 김세환 등과 절친한 친구 관계이다.
- 지휘자 금난새, 성악가 박세원과는 서울예술고등학교 입학 동기 동창이다.
- 학교 동기들이 뿌린 낭설로 인하여 홍익대학교 학생으로도 알려져 있었으나, 실제 학력은 고등학교 중퇴라고 한다. 이런 이유로 과거 쎄씨봉 활동 중에 가수 조영남에게 본의 아니게도 학력을 속였냐며 뺨을 맞기도 하였다.

## 복장
송창식은 공연에 출연할 때 항상 한복을 입는다. 1975년 홍콩에서 열린 국제아마추어가요대회에 양복을 입고 참가했다가 어울리지 않아 이후로는 거의 한복을 입고 출연한다.

## 같이 보기
- 조영남
- 윤형주
- 윤연선
- 신중현
- 이광조
- 정미조
- 김세환
- 금난새